# Daniele da Volterra

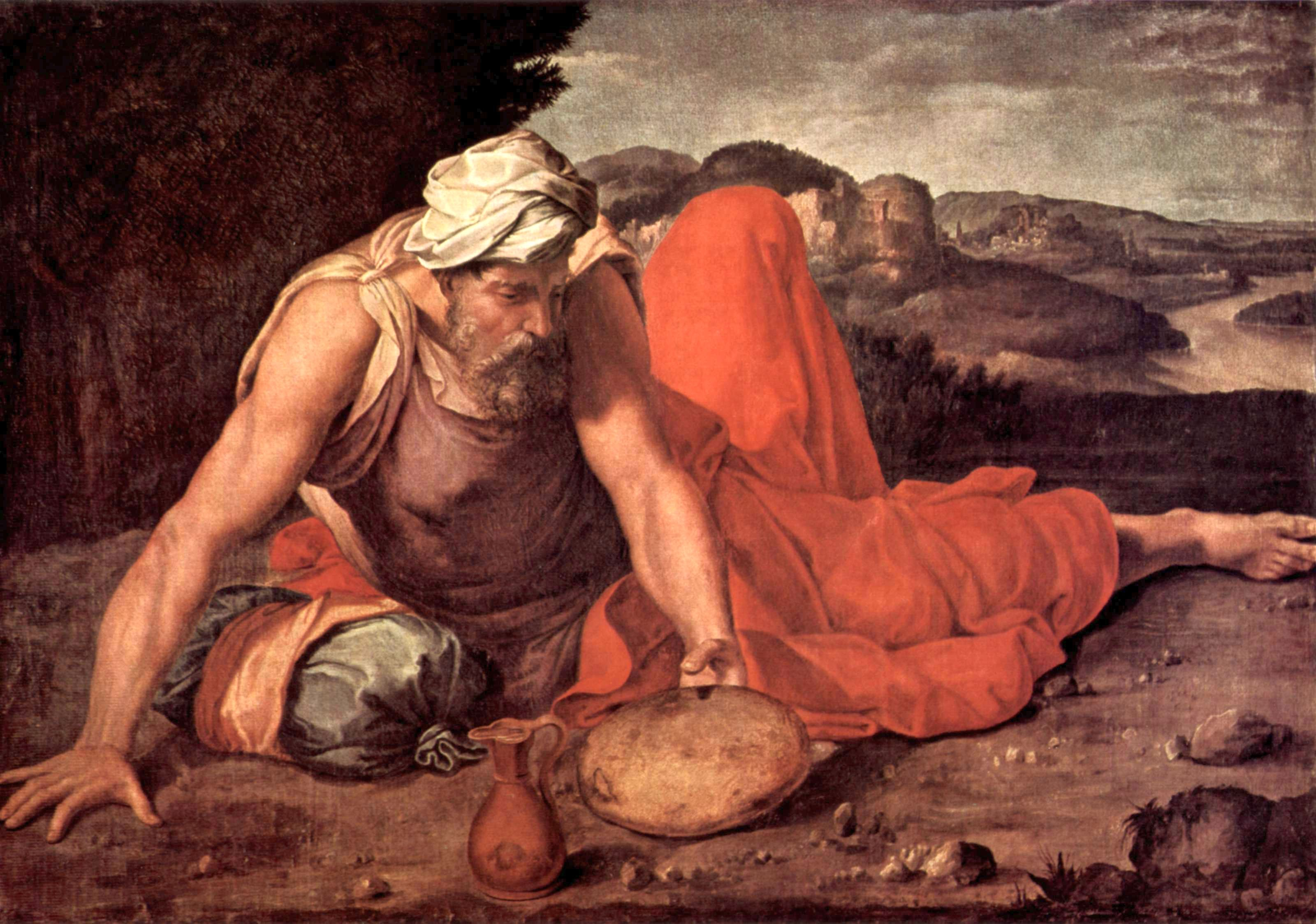
Der Prophet Elias (um 1550–1560)

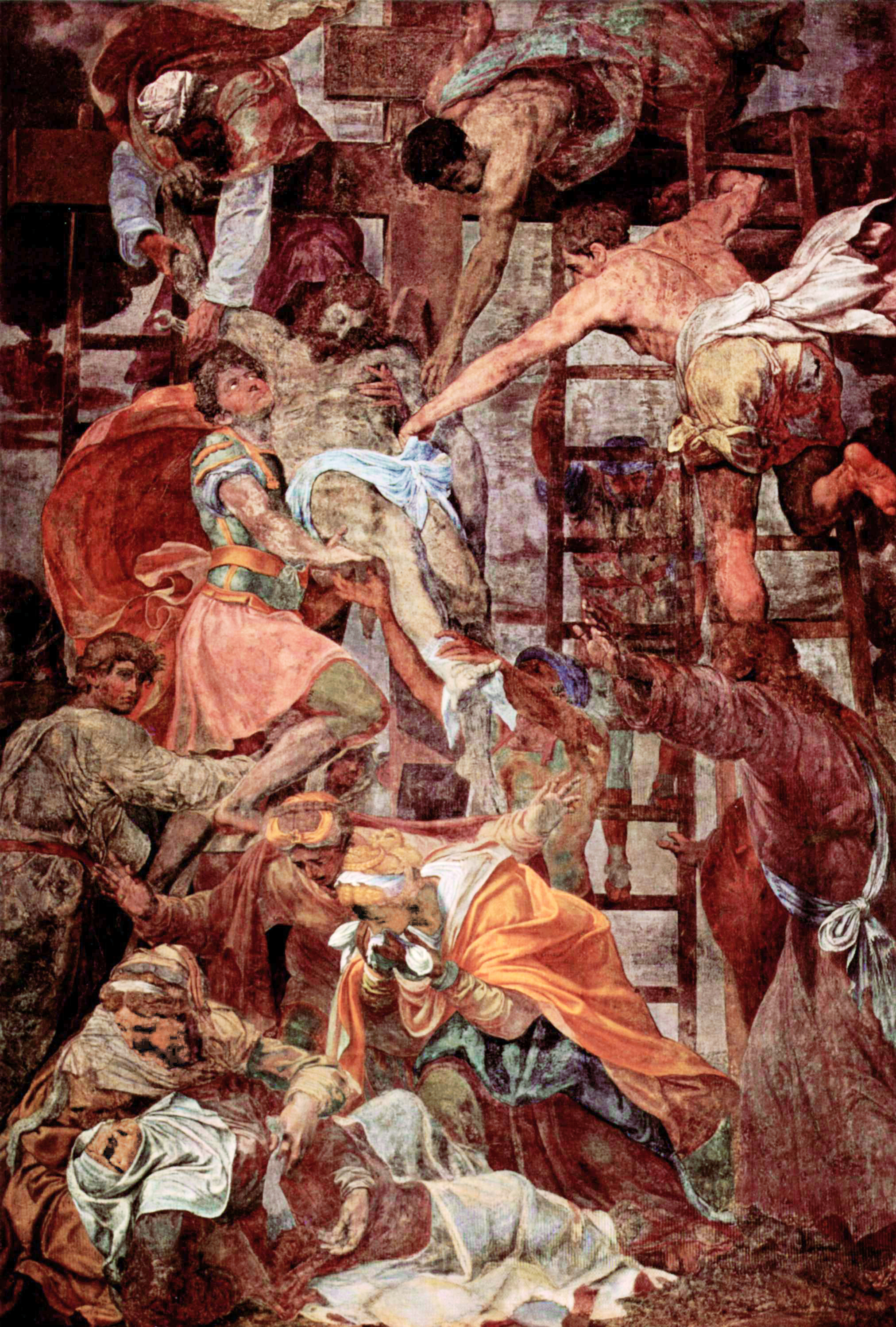
Fresko in der Kapelle Orsini di Trinità de Monti, Szene: Kreuzabnahme (1541)

Daniele da Volterra (* 1509 in Volterra, Toskana; † 4. April 1566 in Rom), eigentlich Daniele Ricciarelli, war ein italienischer Maler und Bildhauer.

## Leben
Volterra scheint sich anfangs nach Sodoma gebildet zu haben und schloss sich später in Rom Michelangelo an, durch dessen Protektion er sein Nachfolger als Oberaufseher der Arbeiten am Vatikan wurde. Michelangelo unterstützte ihn mit seinen Ratschlägen und soll ihm auch Zeichnungen für seine Bilder, so für die berühmte Kreuzabnahme, sein Hauptwerk (in Santa Trinità dei Monti zu Rom), gegeben haben.
Vermutlich von Papst Paul III. erhielt Daniele da Volterra den Auftrag, die Stanza del Cardinale in dem in Bau befindlichen Palazzo Farnese mit Fresken auszuschmücken.
Von seinen übrigen Gemälden sind eine Justitia im Priorenpalast zu Volterra und der Bethlehemitische Kindermord in den Uffizien zu Florenz hervorzuheben. Ein auf beiden Seiten mit derselben Darstellung versehenes Bild (David schneidet Goliath den Kopf ab), auf einer riesigen Schiefertafel gemalt, ist im Pariser Louvre zu besichtigen. Die beiden Darstellungen unterscheiden sich zeitlich um einen kurzen Moment, wie er heute im Film zwischen zwei Einzelbildern besteht.
Unter Julius III. verlor Volterra seine Stelle, wandte sich der Plastik zu und ging später nach Florenz. Er kam dann nach Rom zurück und deckte im Auftrag des Papstes Pius IV. die als anstößig empfundenen Blößen des Jüngsten Gerichts von Michelangelo (Altargemälde der Sixtinischen Kapelle), was ihm den Spottnamen Braghettone (Hosenmaler) eintrug. Im Palazzo Viti in Volterra ist auch ein Zimmer nach seinem Spottnamen benannt: Il salotto del Brachettone. Im Palazzo wird anstatt Braghettone der Name Brachettone verwendet.
Von seinen plastischen Arbeiten ist die Statue der Kleopatra am Brunnen im Korridor des Belvedere am hervorragendsten. Von Frankreich aus erhielt er den Auftrag, die Reiterstatue Heinrichs II. zu fertigen, doch kam nur das Pferd zur Ausführung, das später Ludwig XIII. auf der Place Royale zu Paris trug. Volterra starb am 4. April 1566.